# Fin.K.L
Fin.K.L (en hangul, 핑클) fue un grupo femenino surcoreano de K-pop que debutó oficialmente el 28 de mayo de 1998 en el programa Music Camp de MBC bajo DSP Media. Su nombre es una abreviatura de «Fine Killing Liberty», que en español significaría «terminar con la opresión de la libertad» («fin» significa terminar en francés). El nombre surgió mediante una encuesta realizada por DSP Media antes de la creación del grupo y debido a esto no tiene un sentido claro en inglés, pues el nombre en coreano fue seleccionado primero.
Fin.K.L fue uno de los grupos femeninos de música pop más populares de toda Corea del Sur junto con S.E.S.. Fueron premiadas tres veces por tener el mayor concierto solista, incluyendo un récord Guiness y la marca de la cantante más joven y la mayor. En 2002 decidieron separarse de forma no oficial, ya que cada miembro siguió carreras como solista en áreas diferentes de la industria del entretenimiento.
En 2005 se reunieron para lanzar un sencillo digital, a pesar de que todos los miembros habían dejado ya DSP Media y habían firmado contratos con otras discográficas. Aunque Fin.K.L sigue existiendo, no ha estado activo como grupo desde 2005. En 2008 celebraron su décimo aniversario con el lanzamiento del DVD Forever FIN.K.L 1998-2005.

## Historia

### Formación
El presidente de DSP Enterteinment, Lee Ho-Yeon, escogió los miembros de FKL. El primer miembro de Fin.K.L fue Ock Joo-hyun, la cantante principal, en un concurso de canto de radio donde ganó al cantar "Hero", de Mariah Carey. Lee Jin fue seleccionada luego de cantar la canción de Eco "행복한 나를" (Blessed me) para su audición. El anuncio del debut se hizo en una entrevista realizada en la radio de la Agencia Nacional de policía, EBS. Durante ella, se mencionó al siguiente miembro que se uniría al grupo, Sung Yu-ri, fue descubierta por un productor mientras cantaba en el coro de una iglesia. Ante la insistencia del productor, Yu-ri se presentó al casting, en el cual quedó seleccionada. Como grupo tenía a Joo Hyun como vocalista principal (el grupo era conocido como ping hasta enero de 1998). El último miembro en unirse fue Annie Lee, sin embargo, decidió no formar parte después de unos meses, para formar Tashannie con Yoon Mi Rae. Debido a esto, se buscó otro integrante que la reemplazara, siendo Lee Hyori la escogida. Ella fue encontrada en un centro comercial, mientras tomaba fotografías  con pegantina con algunos amigos.

### Primer disco:Blue Rain
El primer álbum como sgrupo se llamó Blue Rain. Aunque la mayoría de los grupos de música de la época tenían el mismo estilo de música pegajosa y sencilla, cómo S.E.S. y H.O.T., FKL era diferente. Su primer sencillo fue una balada R&B, liderada por Ock Joo Hyun como vocalista principal, que también era el nombre del disco. El siguiente sencillo fue To my boyfriend (내 남자친구에게), logrando ser un éxito por ser similar a las canciones de la época. Debido al éxto de la canción, Yuki Hsu cantante tailandés, hizo un remake, no mucho después de que fuese famosa en Corea. El tercer sencillo del disco fue Ruby (루비), una balada de amor perdido. Gracias al éxito del sencillo anterior alcanzaría la primera posición de la lista Bugs, siendo Fin.K.L. el mayor fenómeno musical de ese año en Corea, vendiendo un total de 350.000 copias del álbum. Aunque se hizo un video para el cuarto sencillo, no fue promocionado, por lo que no salió al público.

### Segundo disco:White
El 13 de mayo de 1999, FKL lanzó su segundo disco llamado White. Dos de las canciones que lanzaron del álbum fueron Forever Love (영원한 사랑) y Pride (자존심). En este disco, las canciones fueron más enfocadas a R&B que a baladas. Una de las canciones más conocidas del álbum fue Waiting for you, presentado en conciertos en raras ocasiones. FKL decidió que por cada disco, tuviesen uno o dos videos musicales. Al igual que Blue Rain. el álbum fue un gran éxito, vendiendo cerca de 700 mil copias.

### Álbum 2.5:S.P.E.C.I.A.L.
Poco tiempo después de White, FKL lanzó un "medio" álbum (generalmente se refiere a lanzamientos limitados o especiales, como un cover o la grabación de un tema). Fue lanzado el 24 de noviembre de 1999, sus dos canciones más conocidas fueron To my prince (나의 왕자님께), una balada, y White una canción pop estacional. S. P. E. C. I. A. L. también contenía un remake versión de Like an indian doll ("인디언 인형처럼), una canción interpretada por Nami (나미) muy popular en 1989. No hubo videos musicales de este disco, aunque superó la venta de más de 340 mil copias
Debido a la fecha de estreno, FKL sacó un tema para el invierno, donde sus interpretacionesla realizaban con vestidos invernales para promover White. Para complementar el tema, a menudo había nieve falsa que caía durante los conciertos y presentaciones de White. Pero debido a que la nieve era muy resbaladiza, causaba que los miembros y bailarines resbalaran y cayeran algunas veces. Debido a lo limitado del álbum, FKL tuvo poca promoción. Sin embargo, ambos discos permitieron que FKL ganara un Daesang (대상), el equivalente coreano a un Grammy, a finales del año.

## Miembros
| Lee Hyori    | 이효리 | 10 de mayo de 1979 (46 años)  | Cheongju, Chungcheong del Norte, Corea del Sur |
| Ock Joo-hyun | 옥주현 | 20 de marzo de 1980 (45 años) | Gangnam-gu, Seúl, Corea del Sur                |
| Lee Jin      | 이진   | 21 de marzo de 1980 (45 años) | Gangnam-gu, Seúl, Corea del Sur                |
| Sung Yu-ri   | 성유리 | 3 de marzo de 1981 (44 años)  | Gangnam-gu, Seúl, Corea del Sur                |

## Discografía

### Álbumes
| Año  | Álbum          | Discográfica          |
| ---- | -------------- | --------------------- |
| 1998 | Blue Rain      | Daesung Entertainment |
| 1999 | White          | Daesung Entertainment |
| 2000 | Now            | Daesung Entertainment |
| 2002 | Forever (영원) | Daesung Entertainment |

### Especiales
| Año  | Álbum               | Discográfica          |
| ---- | ------------------- | --------------------- |
| 1999 | S.P.E.C.I.A.L       | Daesung Entertainment |
| 2001 | Melodies & Memories | Daesung Entertainment |

### Sencillos
| Año  | Álbum                                 | Discográfica          |
| ---- | ------------------------------------- | --------------------- |
| 1998 | To my boyfriend                       | Daesung Entertainment |
| 2005 | Fine Killing Liberty (Single digital) | Daesung Entertainment |